# Ithome

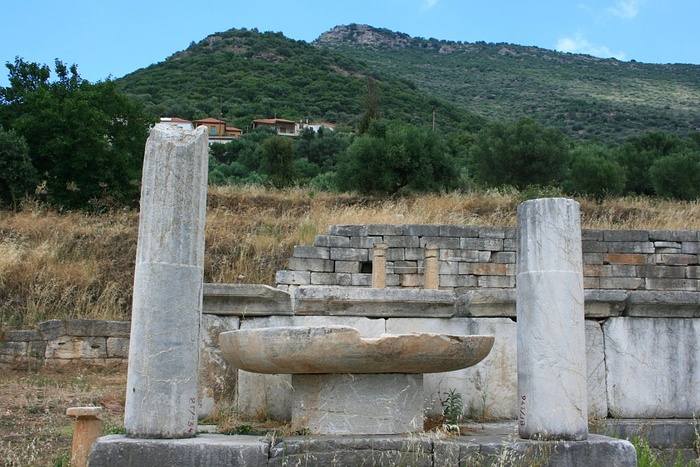
Två tvillingtoppar: Eva i förgrunden, Ithome i bakgrunden.

Ithome (grekiska Ἰθώμη, även Vurkano) är ett cirka 800 meter högt berg i det grekiska landskapet Messenien. På dess spets låg fordom ett åt Zeus Ithomatas, Messeniens skyddsgud, helgat tempel. Den av väldiga murar omgivna bergplatån tjänade tillika som landets huvudfästning, vilken under det första messeniska kriget (743-724 f.Kr.) i tio års tid försvarades av messenierna under Aristodemos, men slutligen erövrades och förstördes av spartanerna. Snart iståndsattes dock fästningsverken ånyo, och Ithome tjänade sedermera som akropolis (borg) för huvudstaden Messene, som år 370 f.Kr. anlades av Epameinondas på bergets södra sluttning. Det har under långa tider varit en av de strategiskt viktigaste punkterna på Peloponnesos.